# Forest, Belgien
Forest [fɔʁɛː] (franska), eller Vorst (fil) [vɔrst] (nederländska), är en av de 19 kommunerna i huvudstadsregionen Bryssel i Belgien. Kommunen ligger i regionens västra del och har cirka 56 581 invånare (2020).
I Forest finns en av fyra Europaskolor i Brysselregionen.